# Антони Кунадис
Антони Кунадис (грч. Αντώνης Κουνάδης; Атина, 20. април 1937) је грчки инжењер грађевинарства, академик и инострани члан састава Српске академије наука и уметности од 23. октобра 1997.

## Биографија
Завршио је основне студије 1963. и докторат 1971. године на Универзитету у Атини. Радио је као редовни професор на Националном техничком универзитету у Атини од 1973. Одржао је предавање „Хамилтоновим слабо пригушеним системима изложеним динамичкој нестабилности” у Српској академији наука и уметности 14. маја 1998. Уредник је Journal of Engineering Mechanics ASCE, Journal of Nonlienear Dynamics, Journal of Construction Steel Research, International Journal of Non-linear Mechanics, Journal of Theoretical and Applied Mechanics и Computational Mechanics Publications. Потпредседник је Хеленског друштва за теоретску и примењену механику од 1991, члан је Европске академије од 1992, потпредседник је Хеленског друштва универзитетских професора од 1993, члан је Њујоршке академије наука од 1995, Атинске академије наука од 1999, Руске инжењерске академије од 2000, Међународне академије инжењерства од 2010, Европске академије наука и уметности од 2011. и почасни је члан Пољског друштва за теоретску и примењену механику.
Бавио се атлетиком у дисциплини бацање диска, представљао је Грчку на Летњим Олимпијским играма 1960. године у Риму.